# Musée national du Victoria
 (octobre 2020).
Si vous disposez d'ouvrages ou d'articles de référence ou si vous connaissez des sites web de qualité traitant du thème abordé ici, merci de compléter l'article en donnant les références utiles à sa vérifiabilité et en les liant à la section « Notes et références ».

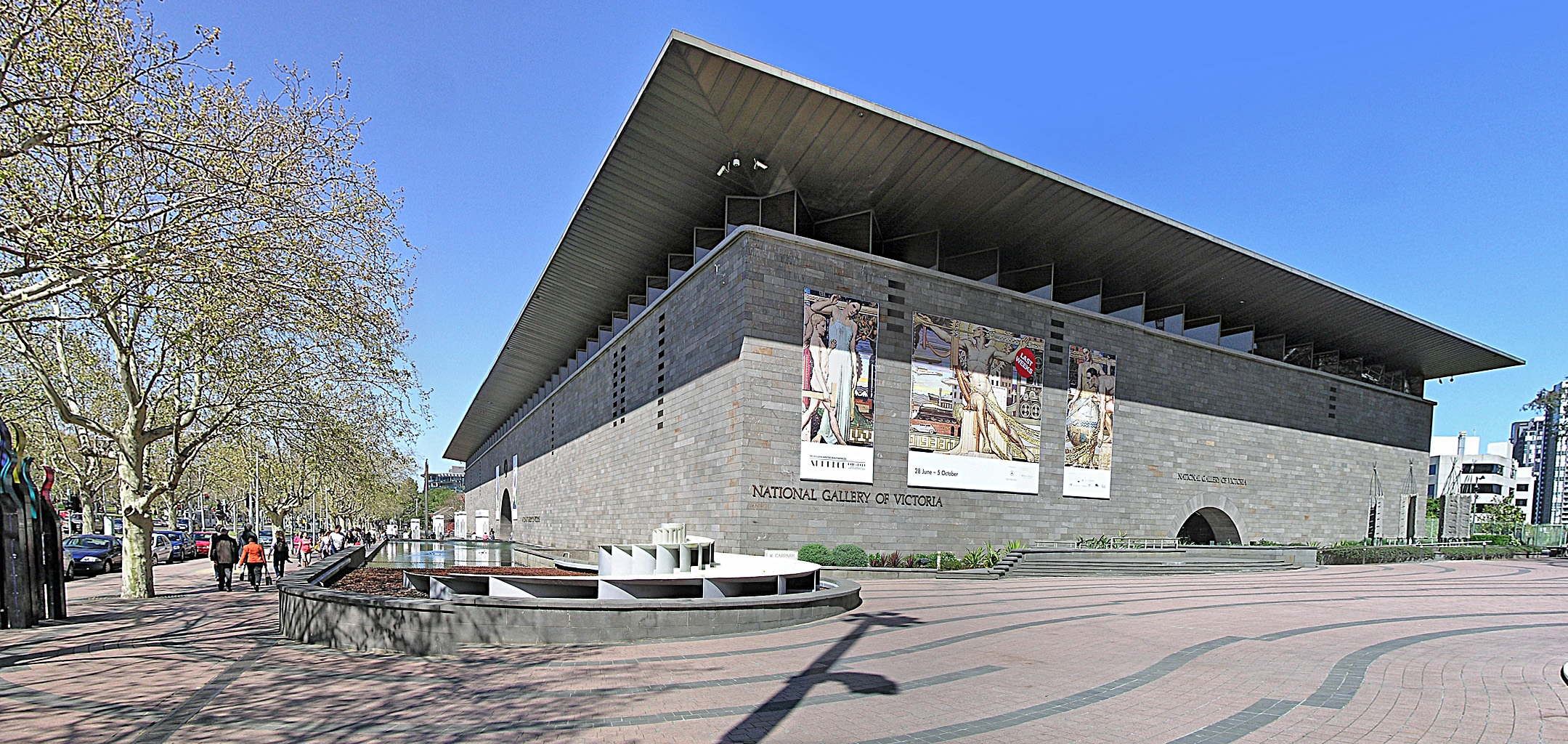
National Gallery of Victoria (NGV).

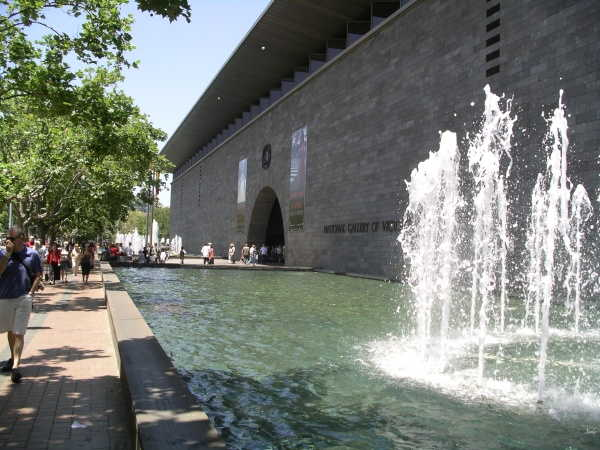
L'entrée du musée.

Le musée national du Victoria – en anglais National Gallery of Victoria, abrégé en NGV – est un musée d'art situé à Melbourne, en Australie. Créé en 1861, c'est le plus ancien et le plus grand musée du pays. La principale partie est située à St Kilda Road, au cœur de la Cité des Arts de Southbank, avec une annexe à Federation Square.
Lors de l'ouverture du musée, le Victoria était une colonie indépendante depuis tout juste dix ans et la ruée vers l'or, que cet État avait connue, en avait fait la région la plus riche d'Australie, et Melbourne la plus grande ville du pays. Grâce aux dons généreux de riches citoyens, notamment de l'industriel Alfred Felton (en), le musée national du Victoria put commencer à acheter à l'étranger d'importantes collections d'œuvres de maîtres anciens et modernes. Le musée abrite actuellement 63 000 œuvres d'art.
L'école des beaux-arts du musée (la National Gallery of Victoria Art School) a été créée en 1867. Elle a été le principal centre de formation artistique universitaire en Australie jusqu'aux environs de 1910. Elle a formé quelques-uns des artistes australiens les plus notables.

## Époque de Heidelberg

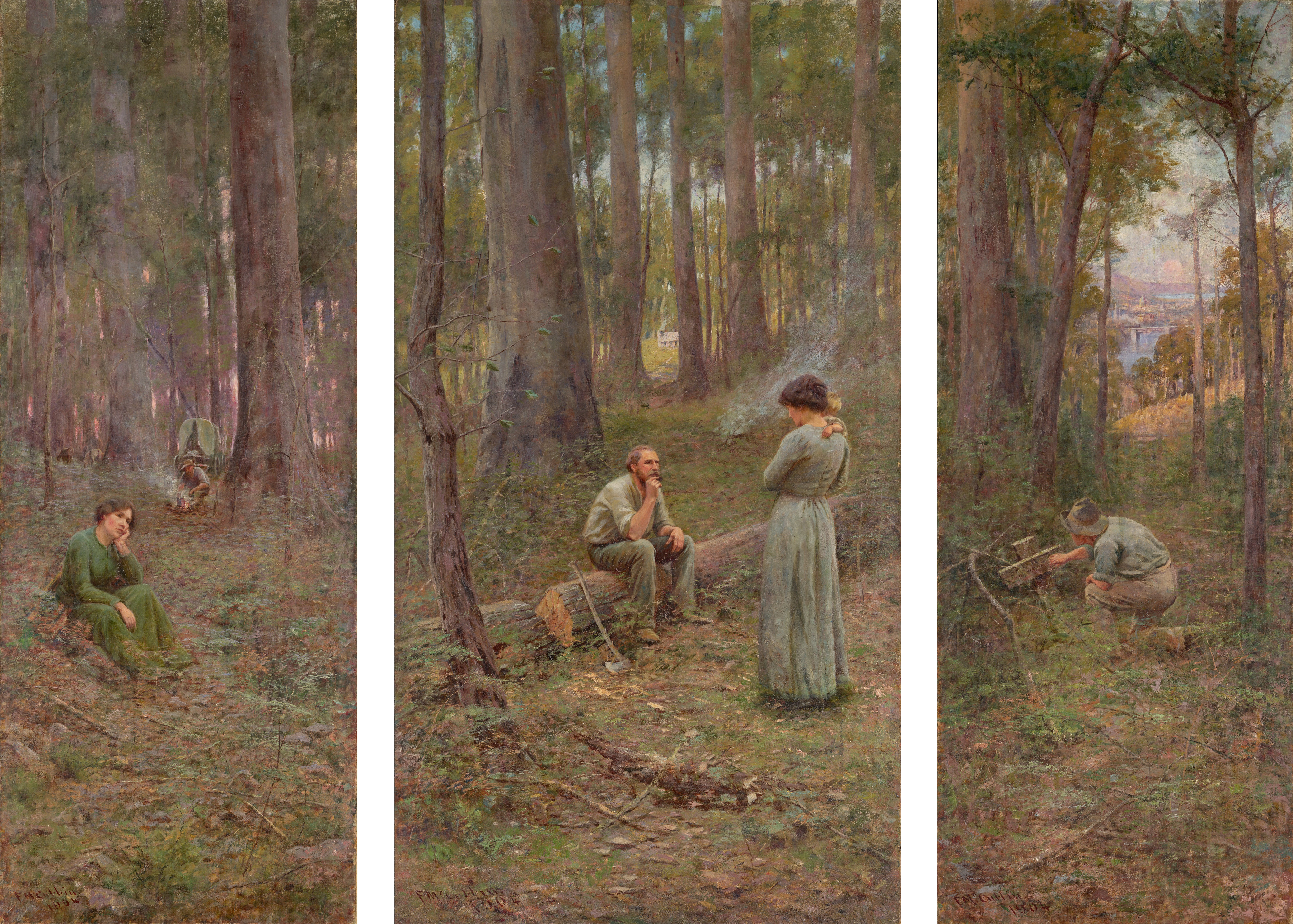
The Pioneer de Frederick McCubbin (1904).

À la fin du XIXe s. et au début du XXe siècle, l'art local a commencé à se développer, notamment grâce à l'École de Heidelberg, du nom d'un quartier de la banlieue de Melbourne. Le musée national du Victoria se trouva bien placé pour acquérir une excellente collection d'œuvres clés de l'art australien, œuvres qui retracent l'évolution des styles importés d'Europe en un art typiquement australien.
L'une des plus célèbres œuvres du musée est The Pioneer de Frederick McCubbin.

## Collection du musée
La collection internationale contient, entre autres, des œuvres de Rembrandt, Le Bernin, Marco Palmezzano, Rubens, Jean-Baptiste Tiépolo, Giambattista Pittoni, Le Tintoret, Giannino Castiglioni, Soulages, Paolo Uccello et Paul Véronèse. Dans la collection moderne, le musée a poursuivi son développement dans de nouveaux domaines, devenant un des premiers musées à exposer des textiles, de la mode, des photographies et de l'art aborigène australien. Aujourd'hui, il possède d'importantes collections dans des domaines aussi divers que les maîtres anciens, les vases grecs, les objets égyptiens et la céramique européenne ancienne. Enfin, il possède la gamme la plus avancée et la plus complète d'œuvres d'art en Australie.
Le dernier ajout à la collection est Le Repos durant la fuite en Égypte de Paris Bordone, acheté 3,8 millions de dollars australiens à un collectionneur privé. Deux membres du conseil d'administration du musée, Allan et Maria Myers, en financèrent un tiers. C'est la somme la plus importante payée par ce musée pour l'achat d'un tableau.

### Œuvres
- Vierge à l'Enfant lisant, par Jan van Eyck, après 1433
- Triptyque des Miracles du Christ, par le Maître de la Légende de sainte Catherine, Aert van den Bossche et d'autres artistes, fin du XVe siècle
- Mariage mystique de sainte Catherine, par Lavinia Fontana en 1574-1577
- Le Passage de la mer Rouge, par Nicolas Poussin en 1632-1634
- Le Banquet de Cléopâtre, par Giambattista Tiepolo, en 1743-1744
- Rigi rouge, par Joseph Mallord William Turner, en 1842
- Le Sauvetage, par John Everett Millais, en 1855
- Octobre, récolte des pommes de terre, par Jules Bastien-Lepage, en 1878
- Angoisses, par August Friedrich Schenck, vers 1878
- Ulysse et les Sirènes, par John William Waterhouse, en 1891
- Le Pionnier, par Frederick McCubbin, en 1904

## Appellation «musée national»
Le nom du musée, National Gallery of Victoria ou NGV (en français « musée national du Victoria »), a causé de l'embarras au cours des années, car le Victoria n'est pas, et n'a jamais été, une nation. Il n'est qu'un des États de l'Australie, et il existe bien un musée national d'Australie (Galerie nationale d'Australie, National Gallery of Australia ou NGA) à Canberra. Quelques personnes, dont le président de ce dernier musée, ont réclamé la modification du nom, par exemple en « musée de Melbourne ». Mais la NGV a été fondée quarante années avant la création du Commonwealth d'Australie, alors que le Victoria était encore une colonie britannique autonome. Le nom fait allusion à cette époque où le Victoria était une entité politique distincte. Ce musée fut d'ailleurs fondé plus d'un siècle avant le musée national de Canberra.
L'ancien Premier ministre Steve Bracks déclara : « Nous n'allons pas rebaptiser le musée national du Victoria. Il a une longue tradition. Il est le plus grand et le plus beau musée du pays, et c'est l'un des plus grands et des plus beaux musées du monde. »

## Ian Potter Centre et NGV International

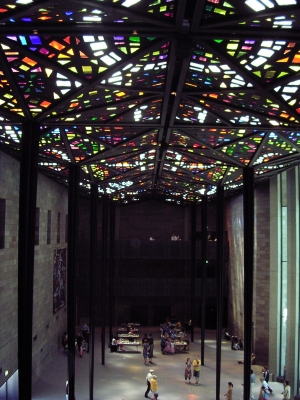
Le plafond de Leonard French, les salles de conférence et la galerie supérieure.

En 1959, la commande de la création d'un nouveau musée et d'un nouveau centre culturel fut gagnée par le cabinet d'architectes Grounds, Romberg et Boyd. En 1962, Roy Grounds se sépara de ses associés Frederick Romberg et Robin Boyd, et conserva la commande. Il fit les plans du musée du 180 St Kilda Road, appelé maintenant « NGV International ». Le bâtiment fut achevé en décembre 1967. Un de ses éléments les mieux connus est son plafond réalisé par Leonard French. Là se trouve le plus grand vitrail suspendu du monde, projetant sur le sol une lumière multicolore. Roy Grounds fit ensuite les plans du Victorian Arts Centre voisin.
Le musée s'étend maintenant sur deux bâtiments situés à peu de distance l'un de l'autre, au sud du quartier central des affaires. Un nouvel espace, le Ian Potter Centre, dans Federation Square, s'est ouvert en 2003. Il accueille la collection d'art australien. Le bâtiment, conçu par Grounds et situé au sud du Yarra, abrite maintenant la collection internationale. Il a rouvert en décembre 2003, après une rénovation menée par l'architecte Mario Bellini qui dura quatre ans.
La sculpture emblématique Angel de Deborah Halpern (en) fut déplacée pour être restaurée, puis fut réinstallée à Birrarung Marr. La collection australienne comprend une importante quantité d'œuvres données en 2004 par le docteur Joseph Brown, formant la collection Joseph Brown.

## Le vol du Picasso
Un événement célèbre dans l'histoire du musée fut le vol, en 1986, d'une peinture de Picasso, La Femme qui pleure, perpétré par une personne ou par un groupe de personnes, qui se faisait appeler les Australian Cultural Terrorists, (les « terroristes culturels australiens »). Ce groupe déroba la peinture pour protester contre le médiocre intérêt pour les arts montré, à son avis, par le gouvernement de l'État de l'époque. Il réclama, à titre de rançon, la création d'un prix pour les jeunes artistes. La peinture fut retrouvée une semaine plus tard dans une consigne de gare.

## Superproductions
Le musée national du Victoria organise de grandes expositions, appelées « superproductions » (blockbusters). Commencées avec les impressionnistes en 2004, elles se poursuivirent, durant l'hiver 2005, par une exposition des maîtres de l'École flamande avec, entre autres, une peinture de Vermeer, La Femme en bleu lisant une lettre, prêtée par le Rijksmuseum d'Amsterdam. C'était la première fois qu'une œuvre de Vermeer était exposée en Australie. Toujours en 2004 s'est tenue une exposition consacrée au Caravage.

### Les Melbourne Winter Masterpieces
- 2006 : « Picasso: Love and War 1935-1945 » ; plus de 300 dessins et peintures de Picasso, datant des années 1935-1945 ; exposition supervisée par Anne Baldassari, directrice du musée Picasso de Paris (du 30 juin au 8 octobre).
- 2007 : « La collection Guggenheim des années 1940 à aujourd'hui » ; plus de 85 œuvres de 68 artistes différents, venant en grande partie du musée Solomon R. Guggenheim de New York, mais aussi d'autres musées Guggenheim, comme ceux de Venise, de Bilbao, et de Berlin. L'exposition ne se déplaça pas dans d'autres villes ; elle fut visitée par plus de 180 000 personnes (du 30 juin au 7 octobre[5],[6]).
- 2008 : « Art déco 1910—1939 » ; organisée par le Victoria and Albert Museum de Londres (du 28 juin au 5 octobre[7]).
- 2009 : « Salvador Dalí Liquid Desire » (du 13 juin au 4 octobre[8]).

## Directeurs du musée
Directeurs de l'institution:
- ? : 1861-1882
- George Folingsby, 1882-1891[10]
- Lindsay Bernard Hall, 1892-1935[10]
- William Beckwith McInnes (en), 1935-1936 (intérim)
- James Stuart MacDonald (en), 1936-1941
- Daryl Lindsay, 1942-1955
- Eric Westbrook (en), 1956–1973
- Gordon Thomson, 1973–1974
- Eric Rowlison, 1975–1980
- Patrick McCaughey (en), 1981-1987
- Rodney Wilson (en), 1988
- James Mollison (en), 1989-1995
- Timothy Potts (en), 1995-1998
- Gerard Vaughan (en), 1999-2012
- Tony Ellwood, 2012–[11]